# Браунсвил (град, Орегон)
Браунсвил (на английски: Brownsville) е град в окръг Лин, щата Орегон, САЩ. Браунсвил е с население от 1755 жители (2007) и обща площ от 3,4 km². Намира се на 80,77 m надморска височина. ЗИП кодът му е 97327, а телефонният му код е 541.